# Автомагістраль A12 (Польща)
Автомагістраль A12 — чинна в 1986—2000 роках розмітка фрагмента колишньої німецької автомагістралі RAB 9: Берлін — Вроцлав на ділянці Голніце — Кшижова — Кжива, довжиною 17 км.
Зараз між Ґольніцами та Кшижовою це частина автомагістралі A18 (E36), а подальший шлях до Кшиви включено до автомагістралі A4 (E40).